# Paral·lel 6° sud
El paral·lel 6° sud és una línia de latitud que es troba a 6 graus sud de la línia equatorial terrestre. Travessa l'oceà Atlàntic, l'Àfrica, l'Oceà Índic, el Sud-est Asiàtic, l'Australàsia, l'Oceà Pacífic i Amèrica del Sud.

## Geografia
En el sistema geodèsic WGS84, al nivell de 6° de latitud sud, un grau de longitud equival a 110,713 km; la longitud total del paral·lel és de 39.857 km, que és aproximadament 99,0% de la de l'equador, del que es troba a 663 km i a 9.338 km del pol Sud

## Arreu del món
A partir del Meridià de Greenwich i cap a l'est, el paral·lel 6° sud passa per: 
| Coordenades                             | País. Territori o mar | Notes |
| --------------------------------------- | --------------------- | --- |
| 6° 0′ S, 0° 0′ E / 6.000°S,0.000°E      | Oceà Atlàntic         | |
| 6° 0′ S, 12° 24′ E / 6.000°S,12.400°E   | R.D. del Congo        | |
| 6° 0′ S, 12° 43′ E / 6.000°S,12.717°E   | Angola                | |
| 6° 0′ S, 16° 36′ E / 6.000°S,16.600°E   | R.D. del Congo        | |
| 6° 0′ S, 29° 11′ E / 6.000°S,29.183°E   | Llac Tanganyika       | |
| 6° 0′ S, 29° 46′ E / 6.000°S,29.767°E   | Tanzània              | |
| 6° 0′ S, 38° 47′ E / 6.000°S,38.783°E   | Oceà Índic            | Canal de Zanzíbar |
| 6° 0′ S, 39° 11′ E / 6.000°S,39.183°E   | Tanzània              | Illa de Zanzíbar |
| 6° 0′ S, 39° 23′ E / 6.000°S,39.383°E   | Oceà Índic            | Passa a través de les Illes Almirall, Seychelles · Passa al sud d'illa Platte, Seychelles · Passa al nord de les illes Eagle i Three Brothers, Territori Britànic de l'Oceà Índic · Passa al sud de l'illa de Sumatra, Indonèsia |
| 6° 0′ S, 105° 58′ E / 6.000°S,105.967°E | Indonèsia             | Illa de Java |
| 6° 0′ S, 106° 21′ E / 6.000°S,106.350°E | Mar de Java           | |
| 6° 0′ S, 107° 0′ E / 6.000°S,107.000°E  | Indonèsia             | Illa de Java |
| 6° 0′ S, 107° 22′ E / 6.000°S,107.367°E | Mar de Java           | Passa al sud de l'illa de Karimun Jawa, Indonèsia · Passa al sud de l'illa de Bawean, Indonèsia |
| 6° 0′ S, 120° 27′ E / 6.000°S,120.450°E | Indonèsia             | Illa de Salayer |
| 6° 0′ S, 120° 33′ E / 6.000°S,120.550°E | Mar de Banda          | |
| 6° 0′ S, 124° 3′ E / 6.000°S,124.050°E  | Indonèsia             | Illa de Binongko |
| 6° 0′ S, 124° 4′ E / 6.000°S,124.067°E  | Mar de Banda          | |
| 6° 0′ S, 132° 27′ E / 6.000°S,132.450°E | Indonèsia             | Illa de Tanimbar Kei |
| 6° 0′ S, 132° 28′ E / 6.000°S,132.467°E | Mar d'Arafura         | Passa al sud de les illes de Kai Kecil i Kai Besar, Indonèsia · Passa al nord de l'illa de Maikoor, Indonèsia |
| 6° 0′ S, 134° 18′ E / 6.000°S,134.300°E | Indonèsia             | Illes de Tanahbesar i Kobroor |
| 6° 0′ S, 134° 42′ E / 6.000°S,134.700°E | Mar d'Arafura         | |
| 6° 0′ S, 138° 19′ E / 6.000°S,138.317°E | Indonèsia             | Illa de Nova Guinea |
| 6° 0′ S, 141° 0′ E / 6.000°S,141.000°E  | Papua Nova Guinea     | Illa de Nova Guinea |
| 6° 0′ S, 147° 30′ E / 6.000°S,147.500°E | Mar de Salomó         | |
| 6° 0′ S, 148° 54′ E / 6.000°S,148.900°E | Papua Nova Guinea     | Illa de Nova Bretanya |
| 6° 0′ S, 151° 3′ E / 6.000°S,151.050°E  | Mar de Salomó         | |
| 6° 0′ S, 154° 48′ E / 6.000°S,154.800°E | Papua Nova Guinea     | Illa de Bougainville |
| 6° 0′ S, 155° 24′ E / 6.000°S,155.400°E | Oceà Pacífic          | Passing entre l'escull Roncador i Ontong Java, Illes Salomó · Passa entre l'atol Nanumea i l'ìlla Nanumanga, Tuvalu · Passa al nord de l'illa Niutao, Tuvalu · Passa al sud de l'illa Starbuck, Kiribati                         |
| 6° 0′ S, 81° 8′ O / 6.000°S,81.133°O    | Perú                  | |
| 6° 0′ S, 73° 8′ O / 6.000°S,73.133°O    | Brasil                | Amazonas Pará Tocantins Maranhão Piauí Ceará Rio Grande do Norte |
| 6° 0′ S, 35° 7′ O / 6.000°S,35.117°O    | Oceà Atlàntic         | |